# Upilio Faimali
Opilio Faimali (Gropparello, 17 agosto 1824 – Pontenure, 13 settembre 1894) è stato un circense italiano, attivo come domatore nel XIX secolo; si esibiva in un serraglio da fiera e, per il coraggio e per la presenza numerosa di animali nello spettacolo, che catturava lui stesso in Africa (già nel 1864 il serraglio o ménagerie era composto da 160 animali, tra cui ben 32 leoni), divenne noto come il "re dei giaguari"; venne ricevuto alle corti di Paesi Bassi e di Inghilterra e si interessarono a lui il sultano di Costantinopoli e il re d'Italia Vittorio Emanuele II di Savoia; si è esibito nelle principali città europee in Gran Bretagna, Germania, Austria, Spagna, Francia, Belgio, Paesi Bassi e Russia a San Pietroburgo, utilizzando luoghi quali gli ippodromi..

## Biografia
Faimali creò un particolare genere di spettacolo di intrattenimento, molto popolare negli ultimi anni del 1800, durante il quale si esibiva, vestito da arabo, ricordando le sue avventure africane: in una grande teatro gabbia rettangolare di dimensioni medie di 6 metri per 2 metri lottava contro ogni specie di belva, in particolare con i giaguari, che domava simulando finte scene di caccia, ricorrendo ai celebri manrovesci e afferrandoli per la collottola, provocando complessivamente grande emozione e ammirazione tra gli spettatori. La sua attività non fu per niente facile e tranquilla, dato che durante i suoi spettacoli, subì ferite e mutilazioni, quali la perdita del cuoio capelluto, lo stritolamento di un braccio, una grande ferita alla testa mentre la ritraeva dalle fauci di un leone e, infine, il pericolo di lavorare  tra le spire di un boa. Nel 1860 riportò dall'Algeria dodici leoni e quattordici pantere.
Nel 1872, si risposò e si ritirò dalla vita circense, trasferendosi a Pontenure (Piacenza), paese natale della moglie e sei anni dopo incontrò e strinse amicizia con l'antropologo Paolo Mantegazza, che gli dedicò una biografia pubblicata nel 1879. Ad essa si ispirò, nel 1946, Giovanna Biasotti con il romanzo intitolato Opilio il grande.
Era il secondo suocero di François Bidel.